# The Jikens
The Jikens（ザ・ジケンズ）は日本のロックバンド。

## 来歴
2007年10月、仙台で結成された。インディーズのサザナミレーベルがリリースしたコンピレーションアルバム「Wild Sazanami Beat! Vol.5」に収録された「（きみは）クラウディアイズ」を堂島孝平が自身のラジオ番組で絶賛した。公式リリースの無いバンドとしては異例なことに、堂島の推薦によりARABAKI ROCK FEST.11にて、地元東北の新人バンドやアーティストを中心に紹介する「Time of hope」枠で出演を果たした。2012年12月にアルバム「今夜なにかがおこりそう」をリリースした。リリースにあたっては、ザ・コレクターズの加藤ひさしら15人からメッセージが寄せられた。

## 音楽
4人のメンバーそれぞれがリードボーカルを担当することから音楽メディアではビートルズスタイルと形容される。楽曲は各メンバーが製作しボーカルを担当するが、楽曲にあったメンバーが選択するために作曲者ではなくボーカルのヒロエに託されることも多い。
音楽スタイルは、マージービート風とも、コーラスワークが1960年代の音楽の影響を感じさせるとも形容され、ギターのコーチャン以外のメンバーはビートルズやザ・ビーチ・ボーイズからの影響を語っている。後から加入したコーチャンは、ハードロックやザ・ストロークス以降のロックンロール・リバイバルを好むなどやや音楽性を異にするが、そうした相異がむしろ音楽性の幅を広げ、バンドとしての独自のスタイルの確立に影響したとメンバーは語っている。

## メンバー
- ヒロエ（ボーカル&ギター）
7月27日生まれO型。ギターはフェンダー・テレキャスター → ギルド・スターファイヤーⅢを使用。ギターアンプはvox ac30。

- コーチャン（ボーカル、ギター）
5月4日生まれB型。ギターはエリック・クラプトン、ジョン・フルシアンテの影響からフェンダー・ストラトキャスターを使用。高校時代にAEROSMITH、KISS、LED ZEPPELIN等のハードロックを聴いてギターを始める。ギターアンプはBadCat Cub'15R。

- 悪沙汽“ヘイドッグ”タツヤ（ボーカル、ベース）
5月4日生まれA型。ベースはフェンダー・ムスタングベースを使用。

- ハッス（ボーカル、ドラムス）
12月24日生まれA型。ドラムセットはYAMAHA。LUDWIG ( ラディック )のスネア、dwのキックペダル、Zildjian(ジルジャン) のライドを使用。力強いドラムから繊細なドラム、シンプルなロックンロールの他、リズムパターンの引き出しが多く、ラテンリズム、ジャズなど幅広く叩きこなす。

## ディスコグラフィー

### アルバム
- 今夜なにかがおこりそう（2012年12月5日）

### コンピレーション
- Wild Sazanami Best! vol.5（2011年7月7日） 
「(きみは)クラウディアイズ」収録。